# Infernal Battles
Infernal Battles – pierwszy studyjny album francuskiej grupy muzycznej Deathspell Omega. Wydaniem tego albumu zajęło się Northern Heritage, zaś Neuauflage w roku 2003 wydało reedycję. Utwory od piątego do ósmego pochodzą z pierwszego dema Disciples of the Ultimate Void.

## Lista utworów
1. „The Victority of Impurity” – 5:02
2. „Drink the Devil's Blood” – 4:22
3. „Extinction of the Weak” – 5:27
4. „Sacrilegious Terror” – 4:56
5. „Raping Human Dignity” – 4:20
6. „The Ancient Presence Revealed” – 5:39
7. „Knowledge of the Ultimate Void” – 4:42
8. „Death's Reign (Human Futility)” – 4:20

## Twórcy
- Hasjarl – gitara elektryczna
- Mikko Aspa – śpiew
- Khaos – gitara basowa
- Shaxul – śpiew, perkusja